# 8609 Shuvalov
8609 Shuvalov (1977 QH3) là một tiểu hành tinh vành đai chính được phát hiện ngày 22 tháng 8 năm 1977 bởi N. S. Chernykh ở Đài vật lý thiên văn Crimean.